# Bisaltes pictus
Bisaltes pictus là một loài bọ cánh cứng trong họ Cerambycidae.